# 왕고들빼기
왕고들빼기는 국화과의 한두해살이풀이다. 한국, 중국, 일본, 러시아, 동남아시아에 분포한다.

## 생태
볕이 잘 드는 길가, 풀밭에서 흔히 자란다. 줄기는 높이 1-2m까지 자라며 곧게 선다. 뿌리에서 나는 잎은 꽃이 필 때 없어지며 줄기잎은 어긋나고 길이 10~30cm, 너비 1~5cm쯤 되는 긴 피침형이다. 깃 모양으로 깊게 갈라지며 뒷면은 흰색을 띤다. 꽃은 7~9월에 피고 길이 20-40cm쯤 되는 원추꽃차례에 많은 두화가 달린다. 두화는 혀꽃으로만 되어 있으며, 지름 2cm이고 연한 황색이다. 열매는 편형하면서 달걀 모양으로 검은색인 수과이다. 갓털은 흰색이다.

## 쓰임새
어린순을 나물로 무쳐 먹는다.

## 사진

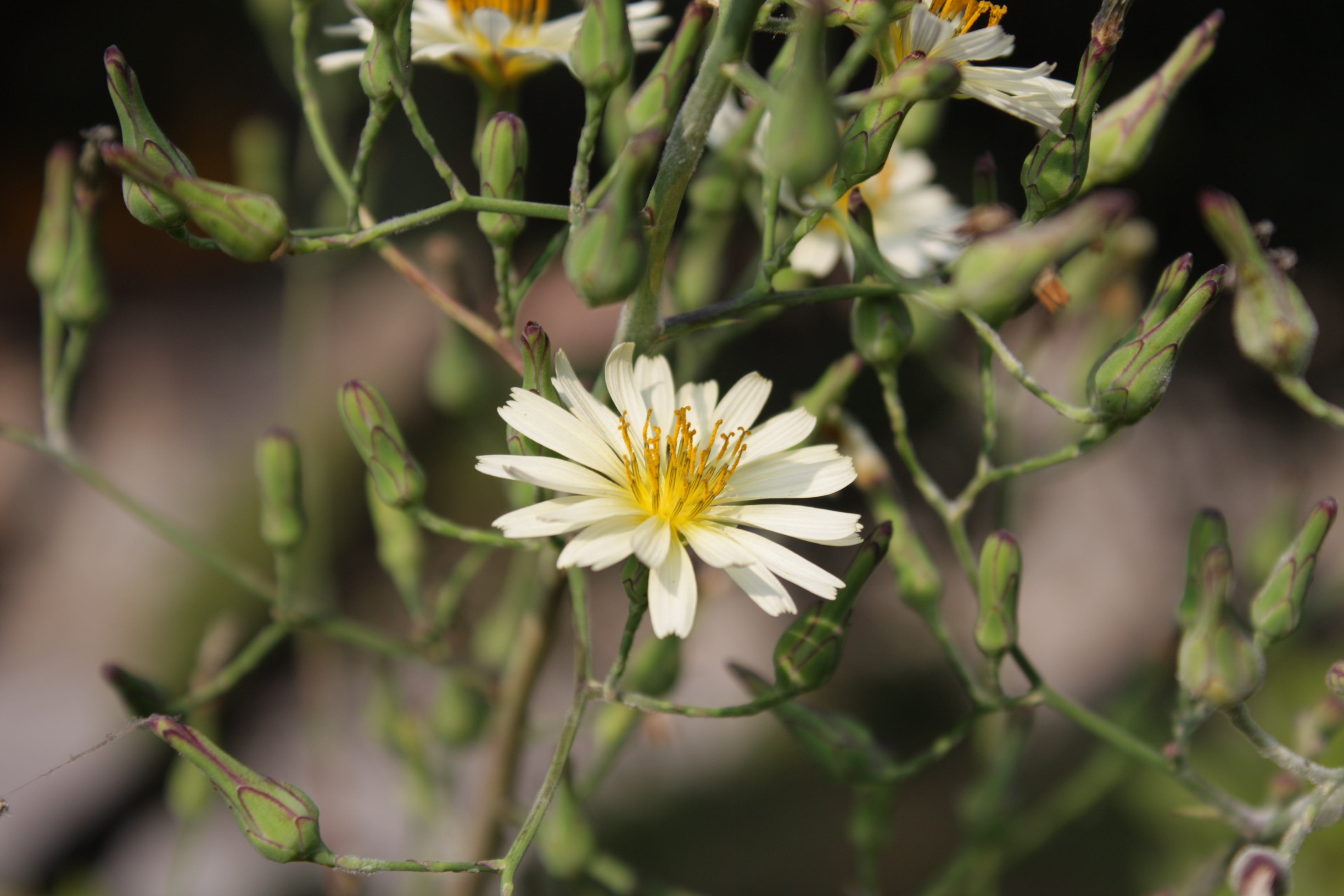
꽃

## 참고 문헌
- 풀베개 보관됨 2015-12-10 - 웨이백 머신
- 고경식; 김윤식 (1988). 《원색한국식물도감》. 아카데미서적.
- 이동혁 (2007). 《오감으로 찾는 우리 풀꽃》. 도서출판 이비컴. ISBN 978-89-89484-57-8.